# 夢みる7月猫
夢みる7月猫（ゆめみるジュライキャット）は、漫画家竹本泉のデビュー作で、第21回なかよし・少女フレンド新人漫画賞佳作となり、講談社の少女漫画雑誌『なかよし』1981年8月号に掲載された作品の名称。
また、2003年にエンターブレインより上記を表題作とする短編集が発行されている。

## 概要
当初の予定されていた題名は、「6月猫」だったが、7月発売の8月号に掲載されることになったため、「7月猫」になったという逸話がある。
竹本泉の初期の作品で、SF的でもなく、小人や魔法なども登場しない「普通」の、そしてほのぼのとした話である。猫嫌いの推理小説作家が、ほんのいたずら心から猫についての本を書いたところベストセラーになってしまい、諸般の事情から片田舎に引っ越したところ、雑誌社の女性記者が取材のために彼をたずねたことから物語が始まる、という作品。

## 主要登場人物
サミュエル＝H＝ハートレー
ニックネームは「サム」。推理小説作家。ひょんなことから猫本でベストセラーを飛ばしたが、実は猫が死ぬほど嫌い。テディが生まれたとき妻を喪った。
シオトア＝ハートレー
サムの9歳の息子。ニックネーム「テディ」。本作は彼から見た話として描かれている。
母親を生まれたときに亡くしている。近所の女の子ジェルにつれまわされている。
マルポロエヌ＝マーマドレーン
ニックネーム「マリー」。雑誌社の若手女性記者。取材に訪ねたハートレー家で「おさんどん」まですることに。無邪気な性格で子供や動物（猫を除く）と遊ぶのが好き。炊事は仕事より好きだが、たまに失敗もする。実は猫嫌い。この取材が人生に大きな転機を与えることになろうとは夢にも思わなかった。
ジェル
ハートレー家の近所に住む女の子。口は悪いが実はテディに想いを寄せている。

## ストーリー
アメリカの著名な推理小説作家サミュエル＝H＝ハートレーは、その猫嫌いのために、友人のSF作家から、猫の本が書けたら、バロウズの初版本をさしあげようと言われているくらいだった。彼は、バロウズほしさにふざけ半分で推理小説の片手間に『猫の本』を著したところ、飛ぶように売れてしまい、家の前は捨て猫の山になった。そのため、週に列車が1本しかとおらないという片田舎に長男シオトア（テディ）と引っ越してくらしていた。
テディは、口は悪いが実は彼に想いを寄せているジェルと釣りにいったりして過ごしていた。そこへある日、ある雑誌社の若手女性記者マルポロエヌ＝マーマドレーン（マリー）が取材に訪ねてくる。実は彼女も猫嫌いだったのだが会社の命令は絶対で、けれども件の本は読むことができずに感想を「暗記」して、ハートレーを訪ねてきたのだった。村には宿屋がなく、ハートレー家の食生活を見かねたこともあって、マリーは仕事よりも好きという炊事をしながらハートレー家に住み込むことになる。テディが年上の女性であるマリーに魅かれていくのをみてジェルはさびしがり、マリーにあなたはテディの何なのかまでたずねるが、マリーは、そんな彼女を、女性は成人する年頃にはだれもが美しく魅力的になれるから心配はいらないとはげます。
3日目にマリーの会社の記者ダブリンがハートレー家をたずねてくる。そこで、ジェルがたまたま拾った捨て猫を飼ってもらえないかとハートレーに差し出す。猫が箱から顔を出した瞬間、ハートレーは、腰を抜かすと同時にじんましんを起こしてしまう。ハートレーの大の猫嫌いを知ったダブリンはこの特ダネに大喜びで取材ついでにむかえにきたはずのマリーを置いて一人で帰ってしまい、この特ダネを発表する。かくして、ハートレーの大の猫嫌いのニュースは、全米ネットのニュースとして報道されるのだった…

## 短編集
エンターブレインより「ビームコミックス」のレーベルで発行。2003年11月6日初刷 ISBN 9784757716155（ISBN 475771615X）
表題作の他、『なかよしデラックス』初出のものを主とする初期作品が収録されている。
- 夢みる7月猫
- あそんじゃダメよ!
- 米太郎ちゃん愛してる　※初期作品だが未発表であった
- 「べっかんこ3部作」
  - いちご♥もの想い
  - 恋心♥できごころ
  - ふりむけば☆べっかんこ